# Hello, I Love You
Hello, I Love You è una canzone del gruppo rock statunitense The Doors.

## Il brano
Venne scritta dal cantante Jim Morrison, e faceva parte del primo demo inciso dalla band ai World Pacific Studios jazz nel 1965, ripescata dagli archivi all'ultimo momento per mancanza di materiale per l'album Waiting for the Sun. 
La canzone è di genere pop, e nell'estate del 1968 arrivò alla posizione numero 1 della Billboard Hot 100 negli Stati Uniti per due settimane vincendo il disco d'oro ed in Canada e venne cantata in Europa, dal vivo alla trasmissione della BBC Top of the Pops il 5 settembre 1968. In Svizzera raggiunge la decima posizione.

## Accuse di plagio
Nelle note interne del cofanetto The Doors Box Set, Robby Krieger ha negato che la band si fosse ispirata alla canzone All Day and All of the Night dei Kinks (pubblicata quattro anni prima) per la struttura musicale di Hello, I Love You. Invece, indicò come fonte di ispirazione Sunshine of Your Love dei Cream. Secondo la biografia dei Doors Nessuno uscirà vivo di qui, la causa di plagio venne portata in tribunale in Gran Bretagna e la corte si espresse in favore di Ray Davies e della sua band determinando che ogni royalties derivante dal brano fosse pagata ai Kinks.

## Posizioni in classifica
| Anno | Singolo                       | Chart             | Posizione |
| ---- | ----------------------------- | ----------------- | --------- |
| 1968 | Hello, I Love You/Love Street | Billboard Hot 100 | 1         |